# Panaghia
Panaghia – wieś w Rumunii, w okręgu Dolj, w gminie Calopăr. W 2011 roku liczyła 736 mieszkańców.